# Dungeon Runners
Dungeon Runners – darmowa gra komputerowa z gatunku MMORPG, wyprodukowana i wydana w 2007 roku przez NCsoft. Zyskała po wydaniu głównie przychylne recenzje, uzyskując średnią ocen 74 na 100 według agregatora Metacritic. Jej serwery zostały zamknięte 31 sierpnia 2009 roku.